# (32337) 2000 QM87
2000 QM87 (asteroide 32337) é um asteroide da cintura principal. Possui uma excentricidade de 0.09232550 e uma inclinação de 5.40926º.
Este asteroide foi descoberto no dia 25 de agosto de 2000 por LINEAR em Socorro.